# Stretto di Tablas
Lo stretto di Tablas (in lingua filippina: Kipot ng Tablas), citato anche come stretto di Tabuas, è uno stretto delle Filippine che separa l'isola di Mindoro dall'isola di Panay e dalle isole della Provincia di Romblon.
La profondità dello stretto è di circa 545 m.

## Naufragi
Lo stretto fu teatro del naufragio del traghetto Doña Paz, di proprietà dell'allora Sulpicio Lines, che colò a picco il 20 dicembre 1987 dopo essere entrato in collisione con la petroliera MT Vector. L'incidente provocò oltre 4000 vittime.